# Васіл Варбанов
Васіл Варбанов (болг. Васил Василев Върбанов; нар. 8 грудня 1950, Тетевен) — болгарський офіцер, генерал-майор. Заступник голови Державного агентства Болгарії з питань біженців.

## Біографія
Народився 8 грудня 1950 в місті Тетевен. Закінчив Вище військово-повітряне училище. 
Був заступником начальника Генерального штабу військово-повітряних сил (до 6 червня 2002), начальник Головного управління «матеріально-технічного та медичного страхування» в Генштабі (від 6 червня 2002 по 16 грудня 2005) і аташе в Сполучених Штатах.
Проводив додаткові курси в коледжі стратегічних досліджень і економіки оборони «Джордж Маршал Центр», Військовому інституті іноземних мов в Сан-Антоніо і Інституті управління ресурсами в Монтереї, штат Каліфорнія. Пізніше був заступником голови Державного агентства біженців.

## Військові звання
- Генерал-майор — 3 травня 2004